# Josef Jonáš (politik)
Josef Jonáš (17. září 1913 Miletín – ???) byl český a československý manažer a politik Komunistické strany Československa, poúnorový poslanec Národního shromáždění ČSR a ministr vlád Československa.

## Biografie
Pocházel z rodiny chalupníka. Otec Josefa Jonáše patřil mezi zakládající členy KSČ a Josef Jonáš byl od mládí činný v komunistických mládežnických organizacích. Zastával v nich i řídící funkce v kraji. Patřil do hnutí mladých pionýrů a od roku 1928 byl členem Komsomolu. Rudé právo v životopisném profilu z roku 1950 uvádí, že Jonáš byl politicky pronásledován a byl nucen kvůli svým aktivitám opustit studium na střední škole. Počátkem druhé světové války byl zatčen a vězněn v koncentračním táboře Dachau a koncentračním táboře Buchenwald. Během věznění se angažoval v ilegálních komunistických skupinách.
Ihned po osvobození se v květnu 1945 zapojil do politické činnosti. V roce 1947 byl jmenován ředitelem Rudého práva, později pak podnikovým ředitelem sloučeného podniku vydavatelství Rudé právo a tiskárny s nakladatelstvím Svoboda. V listopadu 1949 se stal náměstkem ministra zahraničního obchodu.
V letech 1945–1947 zasedal v Ústředním výboru Komunistické strany Československa. Byl pověřován různými funkcemi na sekretariátu ÚV KSČ. Byl rovněž členem několika československých vlád. Ve vládě Antonína Zápotockého a Viliama Širokého působil v letech 1950–1951 coby ministr lehkého průmyslu, od roku 1951 do roku 1953 jako ministr stavebnictví a v letech 1953–1954 jako ministr paliv a energetiky. Na postu ministra paliv a energetiky (od roku 1955 rezort nazýván jen ministr paliv) setrval i v následující druhé vládě Viliama Širokého až do roku 1960.
Ve volbách roku 1954 byl zvolen do Národního shromáždění za KSČ ve volebním obvodu Karviná-Petřvald. V parlamentu setrval do roku 1960.
Po odchodu ze zákonodárných a vládních postů působil ve vysokých podnikových funkcích. V letech 1960–1966 byl generálním ředitelem podniku zahraničního obchodu Technoexport Praha, pak od roku 1966 generálním ředitelem podniku zahraničního obchodu Škodaexport Praha. V roce 1960 se rovněž stal členem prezídia obchodní komory ČSSR. A od roku 1963 zasedal v jugoslávské sekci této obchodní komory. Roku 1965 usedl na post předsedy kontrolního výboru Československé obchodní banky v Praze.
V publikaci z roku 1969 je uváděn ještě jako žijící osoba. Rovněž tak v knize z roku 1978 není uváděno, že by již zemřel.